# Menačenkova domačija
Menačenkova domačija (ali Ahčinova hiša) stoji v Domžalah na naslovu Cankarjeva ulica 9. To je značilna kmečko-obrtniška hiša. V njej danes deluje etnološki muzej. Zgradili so jo leta 1898 na pogorišču predhodne lesene stavbe.

## Opis zgradbe
Stavba je pritlična. Zgrajena je delno iz kamna, delno iz lesa. V stanovalni del se pride preko veže. Iz veže je vstop:
- v bivalni del, v hišo; ker je bil lastnik krojač, je bila tu tudi krojaška delavnica. Za vrati je krušna peč, nasproti nje pa bohkov kotek.
- v spalnico
- v belo kuhinjo; pred časom so opustili črno kuhinjo in uredili sodobno kuhinjo
- črno kuhinjo; v njej je drugi vhod v stavbo, ki vodi na vrt s štirno, šupo ter sadovnjakom.

Bivalni del se pravokotno nadaljuje v gospodarski del, kjer so bili hlev, listnjak in kašča. Gospodarski del je preurejen v razstavne prostore.

## Galerija
- Menačnikova hiša
- Bohkov kotek
- Črna kuhinja
- Krhlji na mizi v hiši
- Omara v hiši